# Passeport libyen
Le passeport libyen est un document de voyage international délivré aux ressortissants libyens, et qui peut aussi servir de preuve de la citoyenneté libyenne.